# Lazarat
Lazarat (albanisch auch Lazarati) ist ein Dorf im Süden Albaniens, das zur Gemeinde Gjirokastra im gleichnamigen Qark (Präfektur) gehört. Der Ort liegt keine zwei Kilometer südlich vom Stadtrand von Gjirokastra und rund 30 Kilometer nördlich der Grenze zu Griechenland.
Im Jahr 2023 hatte Lazarat zusammen mit dem Nachbarort Kordhoca 2356 Einwohner. 2011 waren es noch 2801 Einwohner gewesen.

## Geographie
Die beiden Dörfern Lazarat und Kordhoca liegen am westlichen Rand der Drino-Ebene an den Hängen des Mali i Gjerë. Der Ortsteil Kordhoca liegt noch in der Ebene und wird von der Nationalstraße SH4 durchquert, die Gjirokastra mit der griechischen Grenze bei Kakavija verbindet. Das Dorf Lazarat befindet sich etwas erhöht und zurückversetzt in den von mehreren Bachläufen zerschnittenen Ausläufern des Mali i Gjerë. Eine osmanische Bogenbrücke aus Stein, die Ura e Kordhocës, überquert den Drin an der Grenze zu Gjirokastra.

## Bevölkerung
Als einzige ländliche Gemeinde Südalbaniens hat in Lazarat die Bevölkerung zwischen 1991 und 2011 nicht abgenommen. Die ehemalige Kooperative in Kordhoca hat sich zum Wohnort entwickelt. Im Gegensatz zu den südlich angrenzenden Dörfern des Dropull wird der Ort nicht von der griechischsprachigen Minderheit bewohnt.

## Geschichte
Das Dorf, das vermutlich im 16. Jahrhundert gegründet worden ist und später eine Kolonie von Aussätzigen gewesen sein soll, wuchs nach dem Zweiten Weltkrieg stark, als die Kommunisten unliebsame Familien dorthin deportierten. Dadurch bildete sich im Dorf eine „regimekritische Haltung“. Diese dauerte auch nach dem Kommunismus an, als das Land von der Sozialistischen Partei regiert wurde.
Bis 2015 war Lazarat – zusammen mit Kordhoca – eine eigenständige Gemeinde, die dann mit den anderen Gemeinden im Norden des Kreises Gjirokastra zusammengelegt wurde.

## Wirtschaft

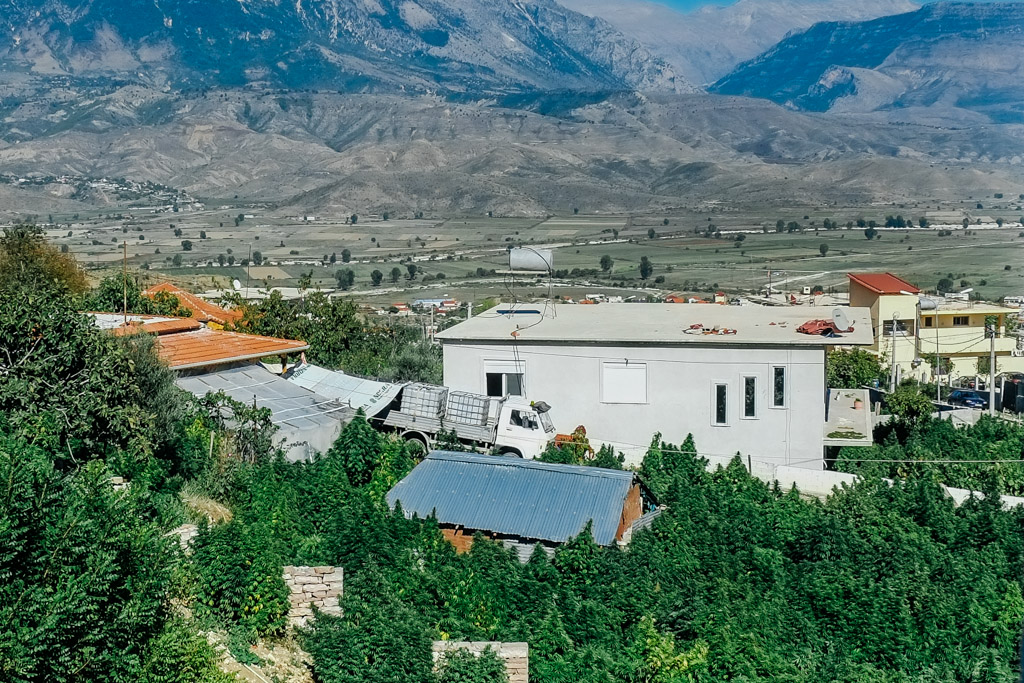
Hanfpflanzen in Lazarat vor dem Jahr 2014

Lazarat galt lange als Zentrum des Cannabisanbaus in Albanien. Die italienische Guardia di Finanza erkundete 2013 die Anbauflächen aus der Luft. Sie schätzte, dass die Anbaufläche über 300 Hektar betrug und pro Jahr mehr als 1000 Tonnen Cannabis im Wert von 4,5 Milliarden Euro produziert worden seien, was damals fast einem Drittel des albanischen Bruttoinlandsprodukts entsprochen hat. Das Dorf Lazarat entzog sich der Kontrolle der albanischen Behörden, seit 2004 der Polizeiposten zerstört worden ist. Sicherheitskräfte stießen jeweils auf bewaffneten Widerstand, und Drogenbanden kontrollierten die Zufahrten zum Ort.
Am frühen Morgen des 16. Juni 2014 begann die albanische Polizei Lazarat einzunehmen, um die Drogenfelder zu zerstören und die staatliche Ordnung wiederherzustellen. Die Polizisten kreisten das Dorf ein und wurden von kriminellen Banden und Bewohnern mit Maschinengewehren, Panzerfäusten und Granaten beschossen. Es waren rund 900 Polizeibeamte im Einsatz, darunter auch Spezialeinheiten der RENEA (Departement der Neutralisierung von bewaffneten Elementen) und der FNSH (Polizeikräfte des schnellen Einschreitens). Die Staatsanwaltschaft leitete Untersuchungen ein. Am 17. Juni wurden die ersten sechs Kriminellen verhaftet. Währenddessen wurde beobachtet, dass die Einwohner ihre Ernte in Brand setzten und dass Cannabis-Pflanzen aus der Erde gezogen wurden. Die Polizei rief die Bewohner auf, ihre Waffen niederzulegen. Innenminister Saimir Tahiri reiste nach Gjirokastra, um die Zusammenarbeit zwischen den einzelnen Behörden zu koordinieren. Seither kontrolliert die Polizei den Ort, es kam aber noch immer zu Zwischenfällen.
Im September 2015 wurde berichtet, dass die albanische Polizei mit Unterstützung durch italienische Kollegen, die Hubschrauber zur Verfügung stellten, seit Jahresbeginn 650.000 Cannabispflanzen bei Razzien vernichtet und 279 Verdächtige festgenommen hatte. Große Pflanzungen seien zurückgegangen, der Anbau verlagere sich auf kleine Flächen in unbewohnten Berggegenden, die nur von oben einsehbar seien.
In Kordhoca entlang der Nationalstraße haben sich in den letzten Jahren einige Dienstleistungsbetriebe und Handelsfirmen angesiedelt.